# Манчкін (гра)
Ма́нчкін (від англ. Munchkin) — настільна карткова гра, яка пародіює настільні рольові ігри (такі, як Dungeons & Dragons), залишаючись при цьому самостійною грою. Має низку доповнень, кожне на популярну в масовій культурі тему, що урізноманітнюють ігровий процес.
При створенні гра була орієнтована на молодіжну аудиторію, знайому з рольовими іграми. Проте, грати в «Манчкіна» можна в будь-якому віці, окрім зовсім юного.
Девіз гри — «Вали потвор, хапай скарби, ошукуй друзів» (англ. kill the monsters, steal the treasure, stab your buddy).
Українською мовою оригінальна гра була перекладена та видана видавництвом «Третя Планета» навесні 2013 року.

## Правила

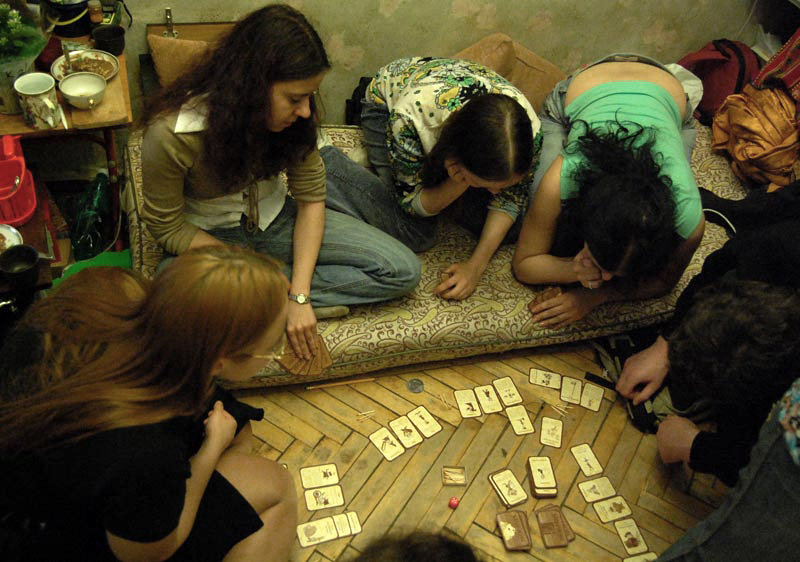
Гра у розпалі

### Основи
Для гри потрібні спеціальні карти, посібник з правилами, гральний кубик, та по десять фішок чи будь-яких інших невеликих однакових предметів для кожного гравця. В «Манчкіна» рекомендується грати компанією від трьох до шести осіб. «Манчкін» умовно зображає подорожі героїв підземеллями, де вони повинні боротися з чудовиськами, здобуваючи скарби, екіпіровку та рівні розвитку. Сенс гри полягає в тому, що кожен прагне досягти десятого рівня. Починають всі з першого, а далі кожен підвищує свої рівні шляхом битв з монстрами, використання спеціальних карт або продаючи екіпіровку. Рівень кожного гравця позначається фішками. Також рівень демонструє бойову силу персонажа, відповідно здатність перемогти в битві. Її модифікують різноманітні карти, наприклад, якщо герой має рівень 4 і бере карту, що дає +1 сили, його сила складатиме 5.
Для гри призначено дві колоди — так звані «двері» і «скарби». Перші переважно позначають ворогів, а другі — винагороду за перемогу над ними. Колоди лежать сорочкою догори і гравці в міру гри беруть їх. Карти гравця діють, коли покладені на стіл і видимі всім іншим. Якщо згідно правил карта не має сили, традиційно її кладуть перпендикулярно до інших. Частину карт можна тримати в руці, не показуючи іншим — у запасі, але на кінець кожного ходу їх має бути не більше п'яти.
Спочатку всі персонажі вважаються людьми тієї ж статі, що й гравець. Згодом, у міру отримання карт рас і класів, вони отримують переваги та обмеження. Деяка екіпіровка доступна лише певним расам, класам і статям.
Задля досягнення комічного ефекту чудовиська незалежно від вигляду називаються потворами, екіпіровка — манатками, також використовуються інші жаргонізми й сленгові слова.

### Ходи
Перед початком гри гравці визначають хто ходитиме першим, наступним ходить гравець ліворуч від нього і так далі, поки не походять усі. Всі учасники отримують по 4 випадкових карти «дверей» і «скарбів». З наявних карт можна обрати (якщо є) расу, клас та екіпіровку. Хід складається з чотирьох фаз:
- «Виламування дверей» — гравець бере карту з колоди «дверей». За «дверима» може бути чудовисько, прокляття або «скарб». Якщо це чудовисько, його слід побороти, помірявшись із ним силою. В разі перемоги гравець бере карту з колоди «скарбів». Коли герой програє чи підпадає під прокляття, він отримує певний штраф. Іншу карту можна забрати в руку чи зіграти її миттєво, коли є така можливість.
- «Пошук пригод» — якщо за «дверима» не було ворога, гравець може зіграти карту чудовиська з руки задля більшої користі у свій хід.
- «Обшук кімнати» — якщо гравець не знайшов ворога і не «шукав пригоди», він може «обшукати кімнату», взявши з колоди «дверей» карту.
- «Роздача слонів» — коли гравець після попередніх фаз має в руці понад 5 карт, зайві він може зіграти чи віддати гравцеві з найнижчим рівнем. Коли найнижчий саме в нього, зайві просто скидаються. Якщо герой володіє екіпіровкою на загальну суму 1000 золота, він може обміняти її на підвищення рівня.

Сутичка з потворою полягає в тому, щоб помірятися з нею силою. Гравець може підвищувати свою силу за рахунок манаток, а також карт одноразових бонусів. Якщо гравець не може перевищити рівень монстра, він повинен спробувати втекти («змитися»), кинувши кубик. Певна кількість крапок на кубику дає можливість втекти. Якщо гравцю це не вдається, він зазнає «паскудства», описаного в карті монстра, — від втрати декількох або всіх манаток до смерті, тобто опускання до початкового рівня (або, оскільки гра є пародією на D&D, до втрати одного ходу, всіх манаток з руки і зі столу, зі збереженням рівня і класу). Якщо ж гравець перемагає, він отримує рівень (або зрідка два), а також один або декілька скарбів — карт з відповідної колоди.
Основний ажіотаж в грі досягається за рахунок того, що під час «битви» з потворою інші гравці можуть як допомагати, так і заважати гравцеві. Причому допомагати може лише один, і то — з корисливими цілями. Наприклад, за рахунок отримання виграних скарбів. А заважати можуть всі інші. Що вищий рівень гравця, тим сильніша спокуса перешкодити йому піднятися ще вище і виграти.
Ще однією особливістю гри є заохочення до нечесних ходів: небезкорислива допомога, допомога в бою з метою не дати напарникові підняти рівень (деякі карти дозволяють прогнати монстра з поля бою). Також карти дозволяють складати комбінації (наприклад, можна спеціально піддатися «паскудству» від монстра «Ступань», щоб позбавитися від карти «Квочка на макітрі», яка одягається на голову і заважає битися). В разі конфліктної ситуації, не описаної в правилах, суперечка вирішується власником колоди (правило «Власник колоди завжди правий»).
Велика кількість карт, доповнень, що виходили до них, різноманітність ігрових моментів і комбінацій роблять гру захопливою, а пародії і жарти — кумедною. Правила займають всього чотири сторінки (в українському виданні — дванадцять).

### Різновиди карт

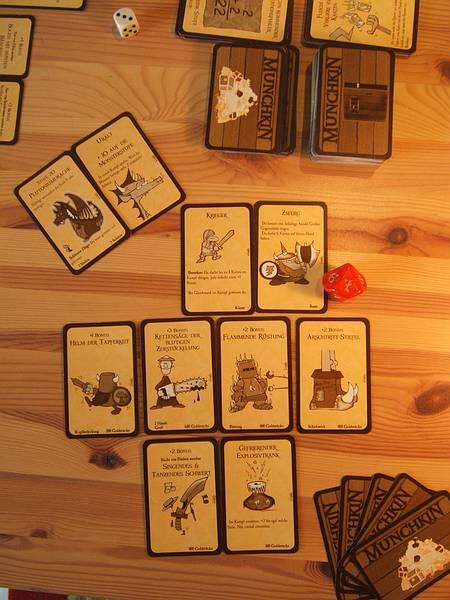
Карти для гри в «Манчкіна»

#### Двері
«Двері» — це основні карти, що відкриваються гравцем під час кожного ходу. У колоді «дверей» є 5 типів карт:
Потвори. Потвори в Манчкіні мають рівень від 1 (наприклад, «Трава в горщику») до 20 (наприклад, «Плутонієвий дракон»). Якщо гравець перемагає потвору, то отримує один або два рівні і один або декілька скарбів. Кількість рівнів і скарбів, що отримує гравець, вказується на карті потвори і змінюється, залежно від застосованих модифікаторів. Гравець може битися з потворою, зустрівши її під час відкриття дверей, або, якщо за відкритими дверима не виявилося потвори, може «Пошукати Неприємності» — зіграти карту потвори зі своєї руки і битися з ним. У битві можуть використовуватися одноразові карти бонусів, що ослаблюють потвор або підсилюють персонажа (і навпаки, якщо інші гравці хочуть перешкодити, то вони підсилюють потвору або ослаблюють персонажа).
- Якщо сила гравця разом зі всіма бонусами менша, ніж сума рівня і бонусів повтори, то гравець повинен спробувати «змитися», кинувши кубик. Якщо випадає «5» або «6», гравець змивається, якщо ж значення менше, то він повинен перенести «Паскудство», вказане на карті потвори. Значення кубика, необхідне для успішного змивання, може змінюватися, залежно від особливостей персонажа, його майна або інших модифікаторів. Паскудство може бути:
  - безпечним для гравця (наприклад, «Трава в горщику» взагалі не може завдати паскудства),
  - позбавляти його частини майна або рівнів/раси/класу,
  - накладати якесь прокляття
  - призводити до смерті персонажа.
- Якщо сила гравця дорівнює сумі рівнів і бонусів потвори, то для всіх класів, окрім Воїна, бій вважається програним (так само, як і у випадку, коли потвора має більше рівнів і бонусів). Воїн, якщо сила гравця і повтори однакові, — перемагає.
- Якщо сила гравця більше суми рівнів і бонусів потвори, то гравець перемагає в бою і отримує рівень (рівні) і скарби, відповідно до значень, вказаних на карті потвори, і застосованих в бою модифікаторів.

Прокляття — спрацьовують негайно, якщо гравець витягнув їх у фазі відкриття дверей у відкриту, і беруться в руку для пізнішого використання проти інших гравців, якщо отримані в інших фазах в закриту.
Прокляття можуть спрацьовувати одноразово або діяти тривалий час, поки їх ефект не буде тим або іншим чином скасований. Деякі карти можуть відміняти прокляття, отримане гравцем (наприклад, «Бажальний перстень»). Також деякі раси і класи можуть тим або іншим способом позбавлятися від прокляття.
Модифікатори — ці карти використовуються в бою для посилення або ослаблення потвори. Вони можуть змінювати кількість рівнів і скарбів, які отримує гравцем, що переміг потвору. Якщо випадає карта «Наймит», йому можна віддати на зберігання манатку.
Клас — кожен гравець може мати одну карту класу, за винятком власників карти «Суперманчкін», яка дозволяє мати одночасно два класи. Кожен клас дає гравцеві свої спеціальні можливості. Гравець, що отримав карту класу, може застосувати її на себе (скинувши карту класу, що при цьому була раніше) або узяти її в руку, щоб застосувати пізніше.
Раса — також кожен гравець може мати одну карту раси, за винятком власників карти «Напівкровка», яка дозволяє мати одночасно дві раси. Як і клас, раса дає гравцеві відповідні спеціальні можливості.

#### Скарби
Карти «скарбів» гравець бере у разі перемоги над потворою або в обмін на карту «Скарб». Скарби бувають трьох видів:
Манатки — гравець може одягнути їх на свого персонажа для здобуття бонусів, які діють постійно. Гравець може тримати дві одноручні або одну дворучну зброю, один захист на тулуб — «Бронік», один шолом — «Головняк» — і одну пару взуття — «Шкари». Також є манатки, які не потрібно надягати на персонажа, але бонуси вони дають. Крім того, манатки діляться на звичайні і великі. Гравець може надіти лише одну велику манатку, якщо він не Гном (Гноми можуть надягати на себе будь-яку кількість великих манаток одночасно — якщо це не суперечить іншим правилам) і якщо не використовує карту «Шахрайство» (вона дозволяє суміщати дві манатки, всупереч правилам). Також деякі манатки можуть використовуватися лише гравцем певного класу або раси. В цьому випадку також можна використовувати ці манатки разом з картою «Шахрайство». Всі манатки мають ціну в золоті, щоб потім їх можна було обміняти на рівень.
Зілля — ці одноразові карти можуть використовуватися в бою для підвищення рівня однієї зі сторін.
Карти підвищення рівня — ці одноразові карти негайно підвищують рівень персонажа на одиницю. Наприклад, карта «Поскиглити перед майстром».

## Варіації гри
За домовленістю гравці можуть грати в «Супер-мега-гіпер-Манчкіна» чи «Швидку гру». «Супер-мега-гіпер-Манчкін» передбачає змішання карт оригінальної гри з додатковими наборами карт і встановлення найвищим рівнем 20-го замість 10-го. За «Швидкої гри» гравець у початку свого ходу бере карту «дверей», не показуючи її іншим, а в фазу «обшуку кімнати» одразу бере карту «скарбів». Якщо переможцеві хтось допомагав у бою досягнути 10-го рівня, помічник також одразу стає 10-го.

## Комплектація гри
Базовий набір гри «Манчкін» включає в себе:
168 карт
Шестигранний кубик
Правила гри

## Основні доповнення та версії

### До оригінальної гри
1. Манчкін (англ. Munchkin) — оригінальна версія, що містить 94 карти дверей і 74 карти скарбів. Поточна версія гри має номер 1.6.
2. Скажена сокира (англ. Unnatural Axe) — перше доповнення (66 дверей, 46 скарбів), в 2002 виграло Origins Award як «Найкраще карткове доповнення або розширення» (англ. «Best Card Game Expansion or Supplement»). У цьому доповненні з'явилася нова раса — Орки.
3. Кліричні огріхи (англ. Clerical Errors) — друге доповнення до Манчкіна (66 дверей, 46 скарбів), з ним кількість карт зросла до 392. У цьому доповненні з'явилася раса Коротуни (Gnomes, але в оригніальній грі українською як Гном перекладено Dwarf — карлик) і клас Бард.
- 3.5 Кліричні одруки (англ. Clerical Errata) — частина попереднього доповнення з друкарською помилкою. Містить карти, надруковані з неправильною сорочкою (частина карт скарбів має сорочку дверей). На прохання гравців, частина накладу надійшла в продаж. Було продано досить екземплярів, щоб окупити витрати друкарні.

4. Жага жеребця (англ. The Need for Steed) — третє доповнення до Манчкіна (78 «дверей», 34 «скарби»), випущене в 2006 році. Містить новий тип карт — їздових Жеребців (англ. Steeds). Крім того, було збільшено кількість видів Наймитів (англ. Hirelings).
5. Слідоплути (англ. De-ranged) — четверте доповнення (60 дверей, 52 скарби), додає до існуючих класів клас Слідопит (англ. Ranger), а також декілька потвор з європейської версії гри.
6. Божевільні підземелля (англ. Demented Dungeons) — доповнення, яке вийшло 16 березня 2008 і ввело нову концепцію «дверей». У доповненні присутні карти звичайних «дверей» (20 штук), і 16 карт порталів (англ. Portal), які дозволять подорожувати всій партії героїв між дверима.
- 6.5 Моторошні гробниці (англ. Terrible tombs) — додаток до Demented Dungeons, випущений в травні 2016 року. Містить ще 20 підземель і 16 карт порталів.

7. Більше добрих карт (англ. More Good Cards) — доповнення з 56 різноманітних карт 2008 року.
7. Дворуке шахрайство (англ. Cheat With Both Hands) — набір, що замінює попереднє доповнення More Good Cards до оригінальної гри та тематичне Munchkin Blender, випущений в 2011 році. Як і попередній, вважається сьомим.
8. Напівкінь, подорожуватимеш (англ. Half Horse, Will Travel) — доповнення 2012 року зі 112 карт, що також надає класи Кентавр і Ящерочувак. Впроваджує підсилювачі рас і класів. Назва відсилає до роману «Маєш скафандр — подорожуватимеш».

### Тематичні доповнення
До оригінальної гри було випущено низку доповнень, що надають нові карти чи старі, виконані в стилі певної теми. Більшість із них можна використовувати з картами оригінальної гри, але й для самостійних видань немає заборони використовувати карти так, як заманеться гравцям.

#### Фентезі
- Дайсовий Манчкін (англ. Munchkin Dice) — додаток, що містить шість великих десятигранних кубиків (дайсів), які виконують роль лічильників рівнів персонажів. Також містить 14 карт з оригінальної Munchkin (найважливіші модифікатори до рас і класів) і правила на здобування випадкових бонусів під час кидків кубиків. Виданий в 2005 році.
- Манчкін: Демонстрація талану (англ. Munchkin Rigged Demo) — містить 56 карт «скарбів», з них багато продубльованих. Видане в 2007.
- Манчкін: Помста Санти (англ. Munchkin Santa's Revenge) — доповнення на тему Різдва. Видане в 2010.
- Манчкін: Помічений на смерть (англ. Munchkin Marked For Death) — містить 17 додаткових карт, призначених ускладнити гру. Видане в 2010.
- Манчкін: Перезарядка! (англ. Munchkin Reloaded!) — додає 15 різноманітних карт. Видане в 2010.
- Манчкін: Ігри північних оленів (англ. Munchkin Reindeer Games) — набір на тему Різдва 2011 року.
- Манчкін: Конан (англ. Munchkin Conan) — набір зі 168 карт на тему романів про Конана. Випущений у 2012 році.
  - Манчкін: Конан-варвар (англ. Munchkin: Conan the Barbarian) — додаток з 15 карт на тему пригод Конана, випущений раніше, в 2011.
- Манчкіномікон (англ. Munchkinomicon) — додає закляття книги Манчкіномікон (пародія на Некрономікон). Видане в 2011.
- Манчкін: Підсилювачі потвор (англ. Munchkin Monster Enhancers) — додає 15 карт підсилень потвор. Видане в 2011.
- Манчкін: Пустощі й капості (англ. Munchkin Naughty & Nice) — містить 15 карт на тему Різдва. Видане в 2012.
- Munchkin Penny Arcade — набір з 15 карт на тему коміксу «Penny Arcade». Виданий 2012 року.
- Munchkin Skullkickers — 15 карт на тему коміксу «Skullkickers» 2012 року.
- Манчкін: Гільдія (англ. Munchkin The Guild) — набір на тему ситкому «Гільдія» 2012 року.
- Манчкін: Чекаючи на Санту (англ. Munchkin: Waiting For Santa) — додає 15 карт на тему Різдва. Виданий в 2012.
- Манчкін: Дракони (англ. Munchkin Dragons) — додає 16 карт, серед них карти драконів. Видане в 2013.
- Манчкін: Великодки (англ. Munchkin Easter Eggs) — містить 15 карт на тему Великодня. Видане в 2013.
- Манчкін: Пилок феї (англ. Munchkin Fairy Dust) — додає 15 карт «пилку феї», що допомагають гравцям. Видане в 2013.
- Манчкін: Зміни гри (англ. Munchkin Game Changers) — містить 68 нових модифікаторів. Видане в 2013.
- Манчкін: Святковий сюрприз (англ. Munchkin Holiday Surprise) — містить 68 карт на тему Різдва. Видане в 2013.
- Манчкін: Поле рівнів (англ. Munchkin Level Playing Field) — додає спеціальні поверхні, що зображають підземелля та екіпіровку героїв. Видане в 2013.
- Манчкін: Слідопит (англ. Munchkin Pathfinder) — містить 168 карт на тему настільної рольової гри Pathfinder. Замість класів використовує Фракції. Видане в 2013.
  - Манчкін: Слідопит — Гобшльоп! (англ. Munchkin Pathfinder: Gobsmacked!) — додаток з 15 карт на тему гоблінів 2013 року.
  - Манчкін: Слідопит — Справжня гоббанда (англ. Munchkin Pathfinder: Truly Gobnoxious) — додаток з 10 карт потвор і 5 «скарбів», виданий 2016 року.
- Манчкін: Легенди (англ. Munchkin Legends) — набір додаткових карт на тему міфів і легенд народів світу. Виданий в 2013.
- Манчкін: Оз (англ. Munchkin Oz) — набір на тему «Чарівника країни Оз» 2015 року.
  - Манчкін: Оз 2 — Дорога з жовтої цегли (англ. Munchkin Oz 2: Yellow Brick Raid) — додаток з 15 карт на тему «Чарівника країни Оз» 2017 року.
- Манчкін: Потворна мішанина (англ. Moop's Monster Mashup) — додає карти потвор, складених з частин різних істот. Видане в 2016.
- Манчкін: Оповідки Грімм (англ. Munchkin Grimm Tidings) — додає 120 карт на тему казок Братів Грімм. Видане в 2016.
- Прокляття Манчкіна (англ. Munchkin Curses) — додає 20 карт проклять, 2 потвор і 1 карту «Обернення прокляття». Випущене в 2017.

#### Інші
Зоряний Манчкін (англ. Star Munchkin) — версія гри на тему космосу, випущена в 2002 році. Це окрема, самостійна версія, не призначена для змішування з іншими колодами Манчкіна, доки гравець не «досить божевільний для цього». В цілому пародіює наукову фантастику, особливий акцент зроблений на висміюванні «Зоряного шляху» і «Зоряних війн», а також Warhammer 40,000. У 2002 році ця версія виграла Origins Award як «Найкраща традиційна карткова гра» (англ. «Best Traditional Card Game»). В ній вперше з'явилися Спільники (англ. Sidekicks).
- Війни клоунів (англ. Clown Wars) — доповнення до Star Munchkin. З'явилися карти Кімната (англ. Rooms) і Клоп (англ. Bug Race), а також клас Зоряний Рейнджер (англ. Star Ranger). Передбачений 20 рівень для гри в «Епічного Манчкіна». У назві обігруються Війни клонів (англ. Clone Wars) із «Зоряних війни». Видане в 2004 році.
- Зоряні кораблі (англ. Space Ships) — додає кораблі, аналогічні за використанням до Жеребців. Видане 2010 року.

Манчкін-фу (англ. Munchkin Fu) — версія гри, представлена в 2003. Пародіює фільми про східні єдиноборства. Містить нове поняття — Стиль (англ. Styles), що дозволяє персонажу використовувати різні бойові мистецтва. У 2003 році версія виграла премію «Карткова Гра: Вибір Гравців» (англ. Gamers Choice Card Game Award).
- Монашеські справи (англ. Monky Business) — доповнення до Munchkin Fu, випущене на початку 2005.

Змішувач Манчкіна (англ. Munchkin Blender) — спеціальний набір, зроблений для гравців, що змішують різні версії Манчкіна. Містить карти, що дозволяють гравцеві ставати, наприклад, Ельфом/Ніндзя, використовувати бонуси Мисливця/Ніндзі або Гнома/Самурая і потужний «Разер-Мазер-Дазер-Лазер-Бананафанафофазер» (англ. lasermaserbobaserbananafanafofaser) — зброю, зібрану з п'яти дрібніших різновидів. Це доповнення дозволяє використовувати правила Епічного Манчкіна. Blender не обов'язковий для змішування різних типів колод. Виданий в 2004 році.
Епічний Манчкін (англ. Epic Munchkin) — набір правил для гри до 20 рівня у всі ігри з серії Munchkin. Гравці можуть досягти високих рівнів [10-19], застосовуючи Епічні Можливості (англ. Epic Powers). Виданий в 2004 році.
Кусючий Манчкін (англ. Munchkin Bites) — версія Манчкіна, створена в 2004. Пародіює ігри-жахи, на зразок світу World of Darkness, і фільми жахів про вампірів.
- Танок панталонів (англ. Pants Macabre) — доповнення до Munchkin Bites, випущене в кінці 2005. Включає нову расу Мумія (англ. Mummy). Аназві обігрується танок смерті (англ. Dance Macabre).

Суперманчкін (англ. Super Munchkin) — самостійна версія, випущена влітку 2005 року. Пародія на комікси про супергероїв.
- Тісний плащ (англ. The Narrow S Cape) — доповнення до Super Munchkin, видане влітку 2006 року. Доданий клас Розумник (англ. Brain Class).

Манчкін нездійсненний (англ. Munchkin Impossible) — самостійна версія, випущена в кінці 2006. Висміює історії про секретних агентів, такі, як «Місія нездійсненна» або Джеймс Бонд. Окрім звичайних класів, у кожного персонажа в грі може бути одна (або декілька) лояльностей. В назві обігрується назва фільму «Місія нездійсненна»
Манчкін Ктулху (англ. Munchkin Cthulhu) — самостійна версія, випущена в березні 2007. Обігрує Міфи Ктулху Говарда Лавкрафта і настільні ігри-жахи, зроблені за їх мотивами (про повтор з іншої реальності).
- Поклик Коровулху (англ. Call of Cowthulhu) — доповнення до Munchkin Cthulhu, випущене у вересні 2007 року (56 карт).
- Манчкін Ктулху: Демонстрація прокляття (англ. Munchkin Cthulhu Cursed Demo) — доповнення з 56 продубльованих карт «скарбів», видане в 2008.
- Невимовний склеп (англ. The Unspeakable Vault) — ще 56 карт на додаток Munchkin Cthulhu, випущених в січні 2008. Створена завдяки гумористичному вебкоміксу «Unspeakable Vault (of Doom)».
- Скажені печери (англ. Crazed Caverns) — надає 16 порталів і 20 підземель. Видане в 2010 році.

Хороший, поганий, Манчкін (англ. The Good, The Bad, And The Munchkin) — окрема версія, що складається з жартів про Дикий Захід і фільмів про ковбоїв (наприклад, «Хороший, поганий, злий»). Випущена на початку листопада 2007 року.
- Здобич Манчкіна (англ. Munchkin Booty) — окрема 9-а версія. Обігрує тему піратів. Реліз відбувся влітку 2008 року.
- Стрибок через акулу (англ. Jump The Shark) — доповнення зі 112 карт до Munchkin Booty. Випущене в березні 2009 року.
- Риба й кораблі (англ. Fish & Ships) — додаток з 15 карт до Munchkin Booty. Випущений у вересні 2010 року.
- Хороший, поганий, Манчкін 2: Гін дохлого коня (англ. The Good, the Bad, and the Munchkin 2: Beating a Dead Horse) — додає 56 нових карт на тему Дикого Заходу і клас Вершник. Випущене в 2012 році.

Ексклюзивна колода Манчкіна від Warehouse 23 (англ. Exclusive Warehouse 23 Munchkin Booster) — набір карт для різних версій гри від видавництва Warehouse 23, що випускалася в 2010—2014 роках.
Munchkin Axe Cop — набір на тему коміксу «Axe Cop», випущений в 2011 році.
Манчкін: Зомбі (англ. Munchkin Zombies) — набір на тему зомбі-апокаліпсису, де гравці виступають в ролі зомбі, борючись зі здоровими людьми. Видане в 2011 році.
- Манчкін: Зомбі 2 — Озброєні та небезпечні (англ. Munchkin Zombies 2: Armed and Dangerous) — доповнення зі 112 карт, видане в 2011 році.
- Манчкін: Зомбі 3 — Сховані схованки (англ. Munchkin Zombies 3: Hideous Hideouts) — додаток, що надає карти порталів і підземель. Випущений в 2012 році.

Манчкін: Апокаліпсис (англ. Munchkin Apocalypse) — набір зі 180 карт на тему апокаліпсису: природних катаклізмів, зомбі-епідемії, нападу чужопланетян тощо. Виданий в 2012 році.
- Манчкін: Апокаліпсис — Марс атакує! (англ. Munchkin Apocalypse: Mars Attacks!) — додаток з 15 карт на тему фільму «Марс атакує!» (1962). Виданий в 2014 році.

Манчкін: Marvel (англ. Munchkin Marvel) — набір на тему коміксів про супергероїв від Marvel, виданий в 2016 році. Вирізняється стилем, наближеним до коміксів.
- Манчкін: Marvel 2 — Містична різанина (англ. Munchkin Marvel 2: Mystic Mayhem) — доповнення на тему Доктора Стренжа й Захисників, видане в 2016.
- Манчкін: Marvel 3 — Космічний Хаос (англ. Munchkin Marvel 3: Cosmic Chaos) — доповнення на тему Вартових Галактики, видане в 2016.

Для тих, чий манчкінізм не обмежується картами, випущені рольові ігри Munchkin RPG і Star Munchkin RPG, засновані на механіці d20 System, а також настільна гра Munchkin Quest — з полем, фішками та іншими атрибутами класичної настільної гри.

## Сувеніри та аксесуари

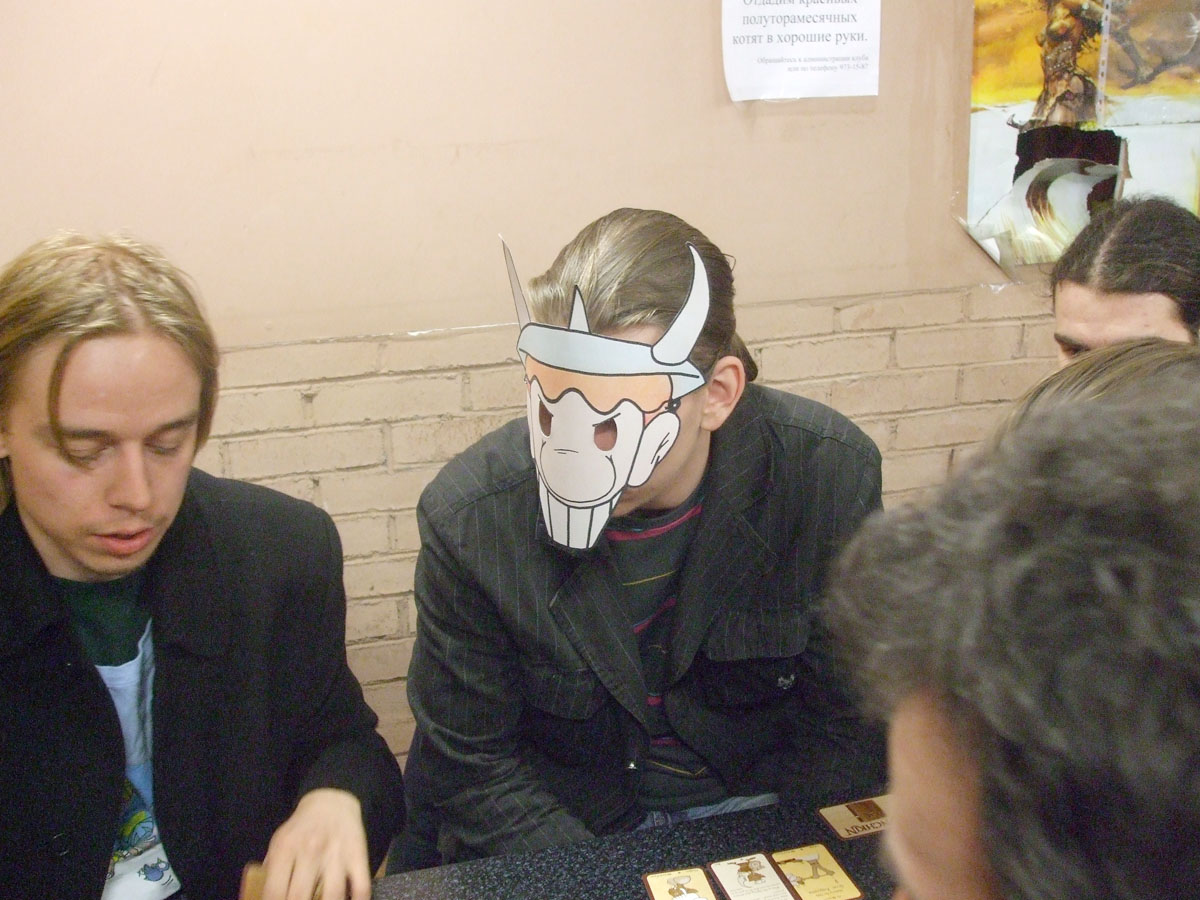
Маска Манчкіна відлякує прокляття

Фанати гри купують фірмові лічильники рівнів, «манчкінські» футболки і закладки, металеві мініатюри. Існує навіть «Офіційна питна вода для манчкінів». Також продаються порожні карти, на яких гравці вільні втілити свою фантазію щодо Манчкіна, вигадуючи власних ворогів, екіпіровку тощо.
Більшість таких аксесуарів — не просто сувеніри, а повноцінні елементи гри. Наприклад, граючи в «Манчкіна» у фірмовій футболці, гравець може раз за партію отримати істотний бонус в битві. Автограф Джексона (видавця гри) або Коваліка (художника серії) дозволяє зробити це двічі, а обидва відразу — тричі.